# Apamea aurora
Apamea aurora är en fjärilsart som beskrevs av Brandt 1938. Apamea aurora ingår i släktet Apamea och familjen nattflyn. Inga underarter finns listade i Catalogue of Life.